# イブラーヒム・ウェイス

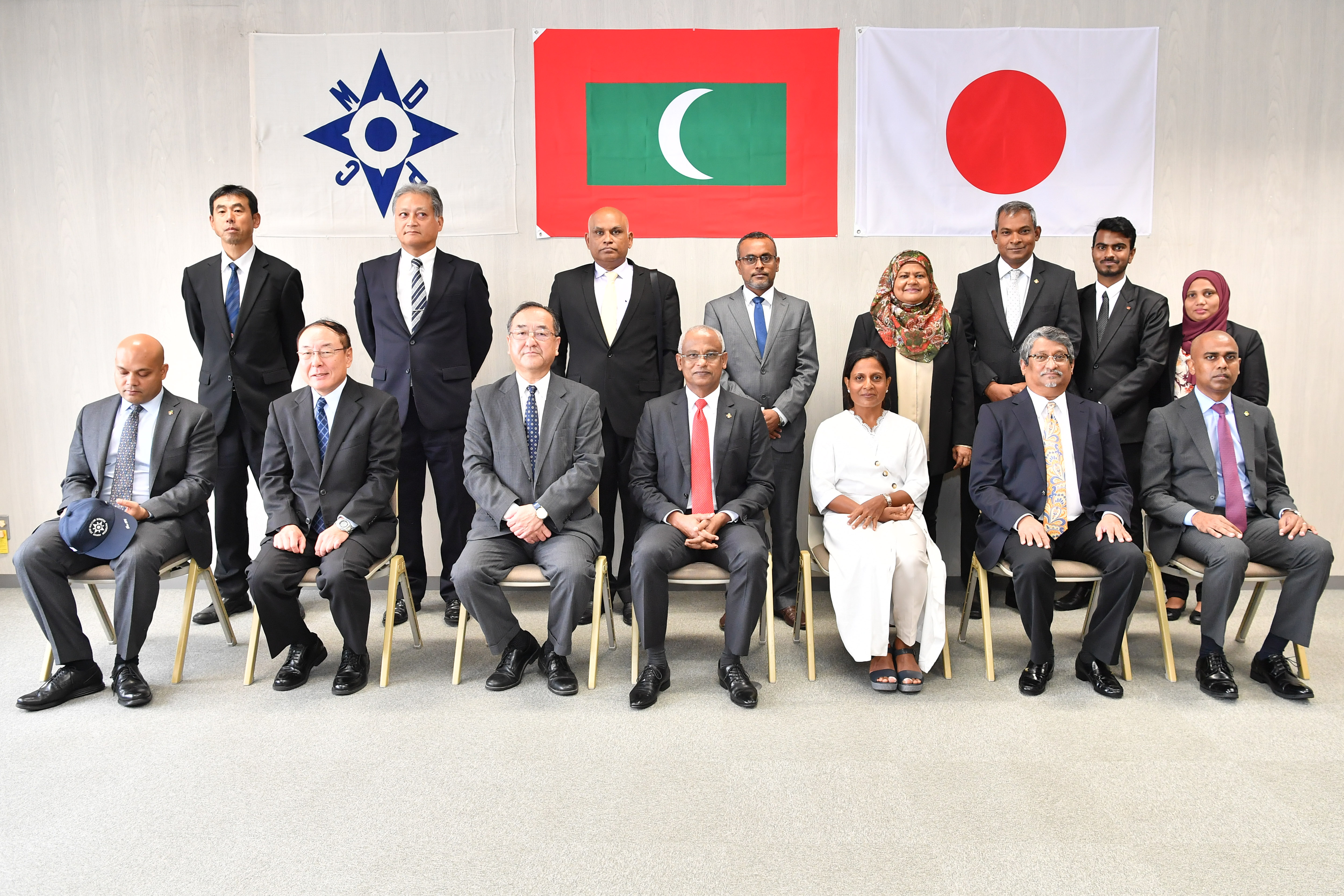
イブラヒム・モハメド・ソリ大統領（前列中央）に随行して海上災害防止センター横須賀研修所を訪問するウェイス駐日大使（前列1番右、2019年10月）

イブラーヒム・ウェイス（ディベヒ語: އިބްރާހީމް އުވައިސް、英語: Ibrahim Uvais、1976年9月28日 - ）は、モルディブの外交官、大使。2018年から2022年にかけて駐日大使を務めた。

## 経歴
1995年から1997年にかけて、大統領府外事部の秘書補佐を務める。2000年、オーストラリアのフリンダース大学で商学士を取得。2003年、ウェスタンシドニー大学で経営学修士（MBA）を取得。
2003年から2006年にかけて、大統領府経済政策部の課長補佐を務める。2006年から2009年にかけて、在マレーシアモルディブ高等弁務官事務所（大使館に相当）で一等書記官を務める。2010年、マルタ大学で現代外交論の修士を取得。
2010年以降、マルタを拠点に国際関係論および外交政策の教育を目的とするNPOディプロファウンデーションで、コーディネーターや共同講師を務める。ディプロファウンデーション所属中の2011年、モナシュ大学マレーシア校で商学のポストグラデュエート・ディプロマ（準修士）を取得。
2018年から2022年にかけて駐日大使。駐日大使在任中の2019年7月10日には非常駐の在大韓民国大使を拝命したが、新型コロナウィルス（COVID-19）流行などの影響で文在寅大統領に信任状を捧呈できず次期大使のまま任期を終えた。

## 駐日大使として
2018年3月15日、アブドゥラ・ヤミーン大統領により駐日モルディブ大使に任命される。同年4月13日、東京に着任。同年6月19日、皇居で信任状を捧呈し、駐日大使として正式に就任した。ウェイスが大使を拝命するよりも前にモルディブは小田原市と東京オリンピック・パラリンピックの事前キャンプの協定を締結しており、同年7月17日、ウェイス大使は小田原市長加藤憲一を表敬訪問し、「さまざまな方面から協力をいただいている。これからも小田原との交流を密に行っていきたい」と語った。
2018年8月6日、広島で開かれた平和記念式典に参列し、犠牲者に哀悼の意を捧げて献花した。同月9日、長崎で開かれた平和祈念式典に参列し、広島と同様に原爆の犠牲者への哀悼の意を表して献花を行った。
2019年5月29日、駐日リトアニア大使や駐日ハイチ臨時代理大使と共に東日本大震災の震災遺構として保存されている宮城県気仙沼向洋高等学校の旧校舎および併設の伝承館を訪問し、「人々の強さに勇気づけられた。モルディブも気候変動や災害の影響を受けるため、日本の経験から学べるものがある」と語った。
2019年7月17日、ウェイス大使はアハメド・マルズーク五輪委員会事務局長らと共に小田原市役所を訪問し、東京五輪を筆頭とするモルディブ・小田原間の交流について市長の加藤憲一と意見を交換した。加藤との会談が終わった後、一行は小田原市内の城山陸上競技場や小田原アリーナを視察した。
2019年10月22日、皇居正殿松の間で今上天皇の即位礼正殿の儀が執り行われ、イブラヒム・モハメド・ソリ大統領及びファズナ・アハメド夫人と共に参列した。
2021年9月17日、日本・モルディブ友好議員連盟会長を務めていた竹下亘衆議院議員が逝去。同月19日、ウェイス大使は竹下を追悼して彼の遺徳を偲んだ。
2022年1月27日、本田太郎外務大臣政務官主催のもと日本・南西アジア交流年キックオフイベントとして東京都千代田区のホテルニューオータニで書き初め会が開催された。ウェイス大使も他の南西アジア駐日各国大使らと共に書き初め会に参加し、「友情」を意味するディベヒ語「エクヴェリカン」 (އެކުވެރިކަން / ekuverikan) をターナ文字で書いた上で、日本・南西アジア交流年に向けた思いや2022年の抱負について述べた。
2022年2月21日、去る2月17日に日本・モルディブ友好議員連盟会長に就任した新藤義孝を表敬訪問し、新藤の会長就任と共に日本とモルディブの外交関係樹立55周年を祝賀した。
2022年3月7日、ハッサン・ソービルが次期駐日大使に任命されたことにより、近い将来にウェイスが駐日大使を離任する見込みとなった。同年4月16日、本田太郎外務大臣政務官を訪問して離任の挨拶をした。同年4月20日、日本・モルディブ友好議員連盟所属議員を訪問し、会長の新藤および同議連所属の小渕優子や吉野正芳に離任の挨拶をした。